# Arkadi Wiktorowitsch Bachin

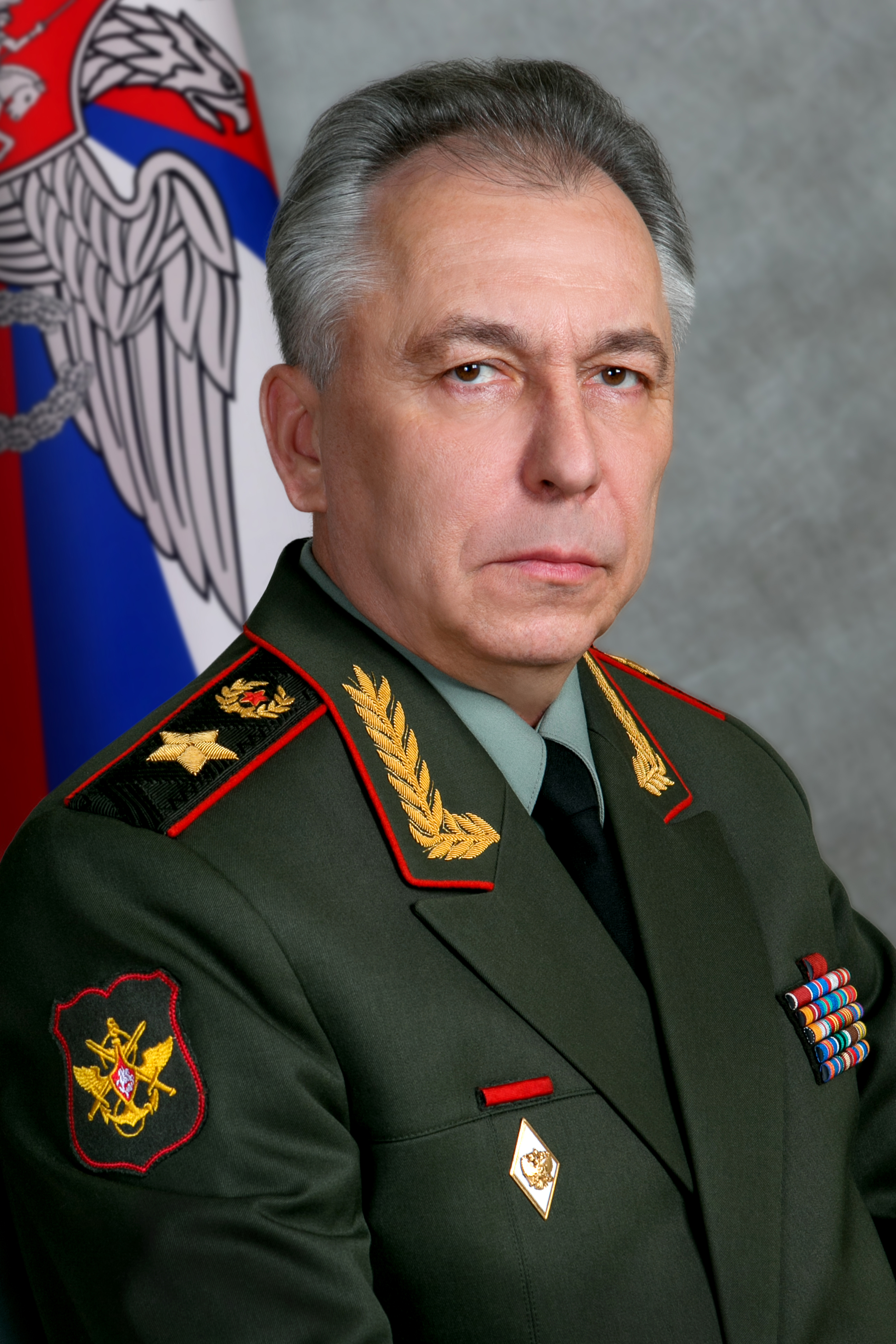
Arkadi Bachin, 2013

Arkadi Wiktorowitsch Bachin (russisch Аркадий Викторович Бахин; * 8. Mai 1956 in Kaunas, Litauische SSR, Sowjetunion) ist ein russischer Armeegeneral a. D. Er war von 2012 bis 2015 stellvertretender Verteidigungsminister.

## Leben
Bachin studierte von 1973 bis 1977 an der Moskauer Höheren Allgemeinen Kommandeursschule. Er diente anschließend als Zugführer, Kompanie- und Stabschef sowie als stellvertretender Bataillonskommandeur der Südlichen Streitkräfte des Kiewer Militärbezirks. 1987 schloss er die Frunse Militärakademie erfolgreich ab und wurde im Mittelasiatischen Militärbezirk als Kommandeur eines Motorschützenbataillons, als Stabschef und stellvertretender Kommandeur eines Motorschützenausbildungsregimentes und später als dessen Kommandeur eingesetzt. Von 1992 bis 1995 war er Kommandeur eines Motorschützenregimentes und später Kommandeur einer Motorschützenbrigade des Militärbezirks Sibirien.
1997 absolvierte er die Militärakademie des Generalstabes der Russischen Streitkräfte und setzte ab 2000 seine Karriere als Kommandeur der russischen Transkaukasischen Militärbasis und als Kommandeur der 42. Motorschützendivision im Nordkaukasischen Militärbezirk fort. In diesem Zeitraum (1997–2000) war er auch Befehlshaber der 102. russischen Militärbasis, die in der armenischen Stadt Gjumri stationiert ist. Er fand dann als Stabschef und 1. Stellvertreter des Kommandeurs der Gruppe russischer Streitkräfte im Transkaukasus Verwendung. Von 2002 bis 2004 war er Stellvertreter des Kommandeurs des Nordkaukasischen Militärbezirks. Ab 2004 kommandierte er die 41. Armee im Militärbezirk Sibirien. Ab Januar 2006 wurde er Stellvertreter des Kommandeurs der Streitkräfte des Militärbezirks Sibirien und ab Juli 2007 dessen 1. Stellvertreter sowie Stabschef. Im Dezember 2008 wurde er zum Kommandeur der Streitkräfte des Militärbezirks Wolga-Ural bestimmt. Zeitweise übernahm er ab Juli 2010 die Pflichten des Kommandeurs der Streitkräfte des Militärbezirks West und wurde am 28. Oktober 2010 Kommandeur dieses Militärbezirks. Auf Erlass des Präsidenten der Russischen Föderation vom 9. November 2012 wurde er zum stellvertretenden Verteidigungsminister der Russischen Föderation ernannt. Am 20. Februar 2013 erfolgte seine Beförderung zum Armeegeneral.
Im Zusammenhang mit dem russischen Krieg in der Ukraine wurde Bachin im Februar 2015 vorgeworfen, direkt an der Entsendung russischer Streitkräfte in die Ukraine beteiligt gewesen zu sein. Er wurde aus diesem Grund auf die Sanktionsliste der Europäischen Union gesetzt. Zum 17. November 2015 wurde er aus dem Militärdienst entlassen und wechselte zum staatlichen Konzern Rosatom. Dort ist er für die Produktion von konventionellen (nicht-nuklearen) Waffen zuständig.
Wegen der Annexion der Krim durch Russland und des Krieges im Donbass befindet sich Bachin seit 2015 auf der Sanktionsliste der Europäischen Union.
Das investigative Recherchenetzwerk Bellingcat macht Bachin für den Transport des 9K37 Buk Boden-Luft-Raketensystems in das von der Ukraine nicht kontrollierte Gebiet des Donbass, mit dem am 17. Juli 2014 die Boeing MH17 abgeschossen wurde.

## Auszeichnungen
- Verdienstorden für das Vaterland 4. Klasse
- Tapferkeitsorden
- Orden für Militärische Verdienste